# فيلهلم كريستيان هولم
فيلهلم كريستيان هولم (بالدنماركية: Vilhelm Christian Holm)‏ هو ملحن دنماركي، ولد في 28 سبتمبر 1820، وتوفي في 15 أكتوبر 1886.